# ヨーロッパブドウ
ヨーロッパブドウ（ヴィニフェラ種）は、南西アジアから、地中海地域 、中央ヨーロッパ 、モロッコ、ポルトガル、ドイツ北部南部、イラン東北部を原産地とするブドウである。
つるは、35ヤード（約38.2 m）に生長し、樹皮は薄片状である。 葉は互生で、形は掌状であり、幅は5～20 cmである。 ブドウの果実はベリー（漿果）に分類され、野生種では直径6 mmの果実をつけ、表面にかすかな蝋状粉をつけて暗紫色に熟する。栽培種は最大3 cmまで肥大し、緑色、赤、紫色の果実をつける。一般的に湿気の多い森林や渓流で自生している。
野生種は、亜種であるVitis vinifera subsp. sylvestrisに分類され、Vitis vinifera subsp. vinifera は栽培種に限定して使われる。栽培種は両性花であるが、V. vinifera subsp. sylvestrisは雌雄異株である。
ブドウは生食されるほか、ワインの原料 、または乾燥させてレーズンに加工される。 世界で生産されているワインの原料であるブドウの大半の品種はヨーロッパブドウである。 ワインブドウとして栽培されている品種が、南極を除く全ての大陸の主要なワイン産地にて栽培されている。
2007年、この種のゲノム配列がネイチャー紙上で発表された。この成果は、イタリアとフランスの研究者による共同研究によるものである。 ブドウは完全にそのゲノム配列が決定された4番目の被子植物であり、この分析結果は、ワインのアロマの特性に関与する遺伝子と植物の進化を理解するに大きく貢献する。
2007年3月には、オーストラリア連邦科学産業研究機構 (CSIRO) のブドウ栽培共同研究センターの科学者は、赤ブドウのMYBファミリーに属する二つのトランス転写因子の遺伝子であるVvMYBA1とVvMYBA2 における極めて稀な独立した突然変異が白ブドウを生み出し、それが世界の白ブドウ品種のほぼすべての祖先となったと報告した。もし、どちらか一つの遺伝子しか変異しなかった場合、ほとんどのブドウは赤色のままであり、今日利用可能な3000種以上の白ブドウ品種は存在しなかったと推測される。

## 利用法
ブドウの利用は、新石器時代にまで遡ることが知られており、1996年に現在のイラン北部にて7000年前のワインの容器が発見された。この発見は、メソポタミア人や古代エジプト人が、ブドウの栽培とワイン醸造の技術を持っていたさらなる証拠であると示している。古代ギリシアの哲学者は、ブドウ自体とワインの両方に癒しの力があることを賞賛した。中国でのブドウの栽培とワイン造りは、2世紀の漢王朝が大宛からヴィニフェラ種を輸入してから始まった 。しかし、それ以前から、中国の野生のブドウのエビヅルでワイン造りが行われていた。日本では、古来から山梨県で栽培されている甲州種が日本産ブドウでは唯一のヴィニフェラ種（東洋系）である。だが、その由来については現在も不明な点が多い。
ヨーロッパの民間治療師（英語）はブドウの樹液で皮膚病や眼病を治すように努めた。 他の歴史的な用途として、痔の痛みや炎症の出血を止めるために葉が使用された。 熟す前のブドウは喉の痛みを治療するために使用され、レーズンは、結核 、便秘や喉の渇きの処置に使用された。 熟したブドウは皮膚や眼の感染症だけでなく、癌 、コレラ 、天然痘 、吐き気 、腎臓病や肝臓病の治療のために使用された。
食べやすい種なしブドウは、消費者へのアピールのために開発されたが、研究者は、ブドウに含まれる健康的な性質の多くは、植物性化合物が豊富に含まれている種子そのものから来ていると発見している。 
未熟なブドウの果汁はヴェルジュと呼ばれ、ヨーロッパの中世料理では酸味料として多用された。イラン料理ではアーブグーレ（آبغوره）と呼ばれ、主に煮込み料理の酸味づけに用いられる。
ブドウの種子からはグレープシードオイル（葡萄種油）が搾油され、食用油、化粧品、アロマテラピーのキャリアオイルとして利用される。
中東やバルカン半島の伝統料理ドルマには、子羊や牛肉などの挽肉、米とタマネギをブドウの葉で包んだものがある。また、1993年から鋳造されているクロアチアの2リパコインの裏面にブドウの樹が描かれている。

## ハーブ
ヨーロッパブドウ(Vitis vinifera var. sativa)の葉は赤ブドウ葉エキスの原料として利用される。欧州ではこの生薬を Vitis vinifera folium と呼び欧州医薬品庁が英語で情報を提供している。
抽出物はOTC医薬品としても発売されている。
カナダのサノフィ社は、Vitis vinifera var. tinctoria の葉から赤ブドウ葉エキス(Antistax)を作っているとしてる。
日本のエスエス製薬によると、Vitis venifera L. Teinturier の葉から赤ブドウ葉エキス(アンチスタックス)を作っているとしている。

## フェノール化合物
ブドウには、多くのフェノール性化合物を含んでいる。 アントシアニンが果皮に、ヒドロキシ酸は果肉に、プロアントシアニジンとタンニンの縮合型が種子に含まれている。 スチルベノイド（英語）は、果皮や果肉で見つけることができる。

## スチルベノイド
トランス - レスベラトロールは、灰色かび病を起こすボトリティス・シネレア（英語）のような菌類の成長を抑える働きが、デルタ-ヴィニフェリン（英語）はべと病を引き起こすPlasmopara viticolaなどの感染を抑えるファイトアレキシンである。
- アストリンギン（英語）

### アントシアニン
赤ブドウの品種には、果皮に赤色を色づかせるアントシアニンが豊富に含まれる。 ブドウで見つかった最も基本的な5種類のアントシアニンは以下の通り。
- シアニジン-3-O-グルコシド
- デルフィニジン-3-O-グルコシド（英語）
- マルビジン-3-O-グルコシド
- ペチュニジン-3-O-グルコシド（英語）
- ペオニジン-3-O-グルコシド（英語）

グラシアーノ（英語） のような品種には以下の成分も含まれる場合がある。
アセチル化アントシアニン
- シアニジン-3-(6-アセチル)-グルコシド（英語）
- デルフィニジン-3-(6-アセチル)-グルコシド（英語）
- マルビジン-3-(6-アセチル)-グルコシド（英語）
- ペチュニジン-3-(6-アセチル)-グルコシド（英語）
- ペオニジン-3-(6-アセチル)-グルコシド（英語）

クマロイル化アントシアニン
- シアニジン-3-(6-p-クマロイル)-グルコシド（英語）
- デルフィニジン-3-(6-p-クマロイル)-グルコシド（英語）
- シス-マルビジン-3-(6-p-クマロイル)-グルコシド（英語）
- トランス-マルビジン-3-(6-p-クマロイル)-グルコシド（英語）
- ペチュニジン-3-(6-p-クマロイル)-グルコシド（英語）
- ペオニジン-3-(6-p-クマロイル)-グルコシド（英語）

カフェオイル化アントシアニン
- マルビジン-3-(6-p-カフェオイル)-グルコシド（英語）
- ペオニジン-3-(6-p-カフェオイル)-グルコシド（英語）